# Лось-Гора
Лось-Гора — село в Чаинском районе Томской области, Россия. Входит в состав Усть-Бакчарского сельского поселения.

## История
Основано в 1919 году. По данным на 1926 года посёлок Лосинная Гора состоял из 2 хозяйств, основное население — русские. В административном отношении входила в состав Тигинского сельсовета Чаинского района Томского округа Сибирского края.

## Население
| 1920 | 1926 | 1940 | 1956 | 1995 | 1996 | 1997 |
| ---- | ---- | ---- | ---- | ---- | ---- | ---- |
| 7    | ↗15  | ↗43  | ↗187 | ↗191 | ↘187 | ↗194 |
| 1998 | 1999 | 2002 | 2010 | 2012 | 2013 | 2014 |
| ↗197 | ↘182 | ↘152 | ↘138 | ↗141 | ↘129 | ↘117 |
| 2015 | 2021 |      |      |      |      |      |
| ↘116 | ↘96  |      |      |      |      |      |

Национальный состав
Согласно результатам переписи 2002 года, в национальной структуре населения русские составляли 94 %.